# Страсті Христові

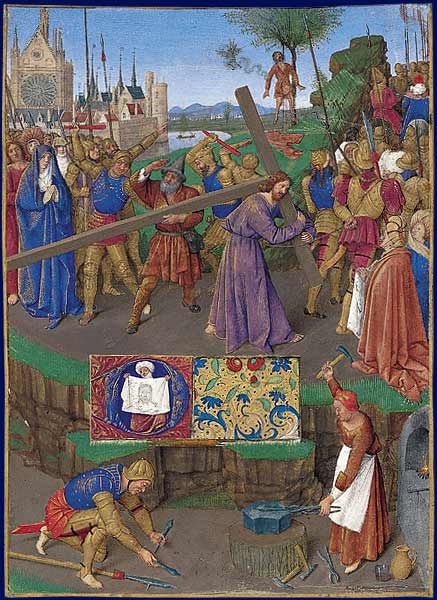
Хресна дорога Ісуса Христа

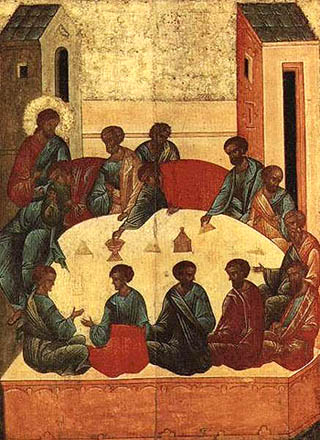
Таємна вечеря

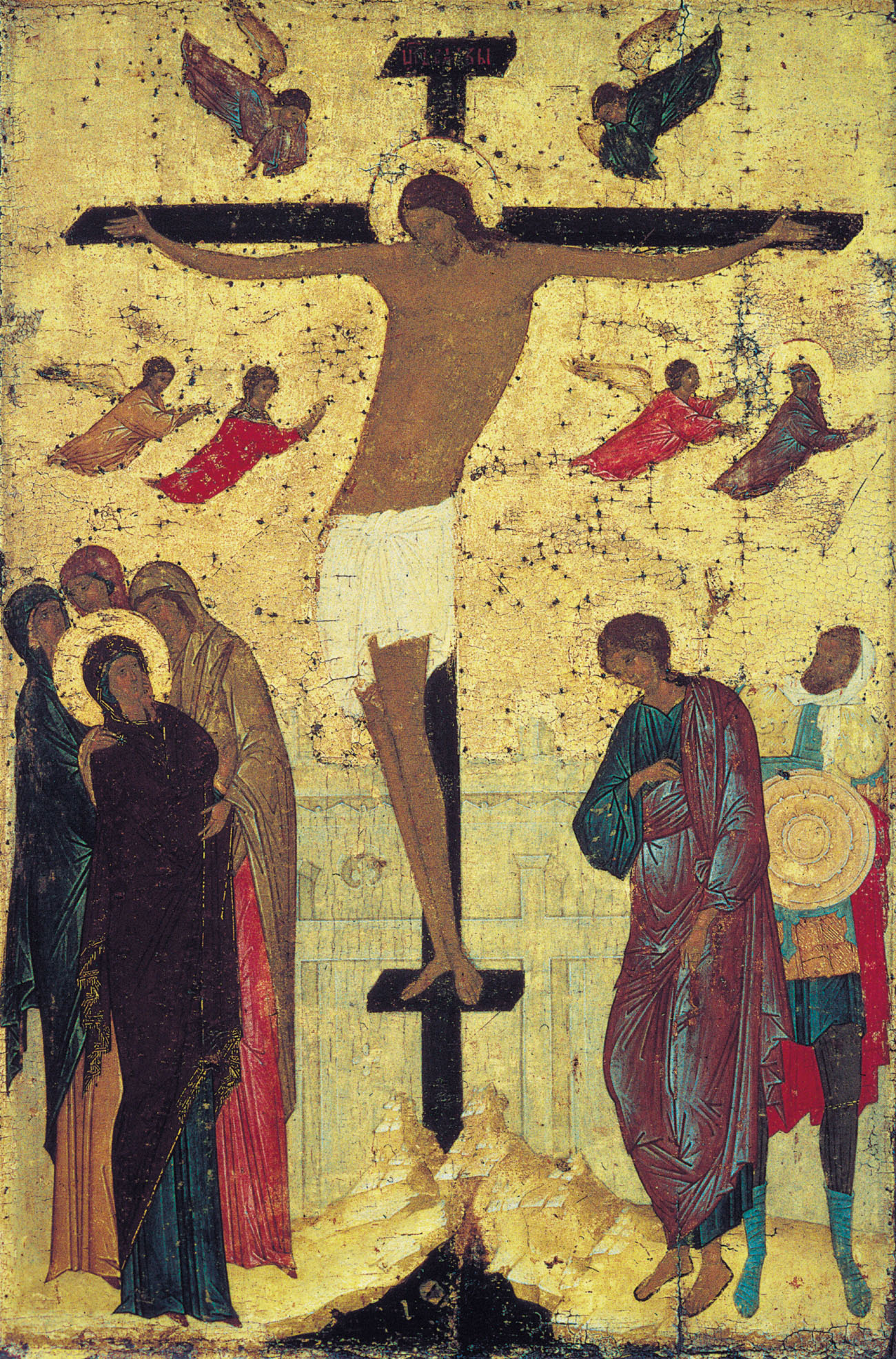
Розп'яття

Страсті Христові — події, пов'язані з Ісусом Христом, що відбувались в останні дні його життя. Церква ці події згадує під час останнього тижня Великого посту, а найбільше у Страсну п'ятницю.
Ці страсті починаються від Тайної Вечері. Після арешту, суду та хресної дороги, Розп'яття на хресті — кульмінація цих подій. Більшість християн вірять, що ці страждання були передбачені багатьма пророками та самим Ісусом Христом.

## Події Страждань
Дані наводяться перекази з Євангелія:
Ісус Христос входить в Єрусалим. Ісус Христос після сорока днів строгого посту та після воскресіння мертвого Лазаря входить у Єрусалим — тогочасну столицю Ізраїлю. Населення міста дає йому дорогу на його ослику, махаючи при цьому гілками пальми.
Помазання Марією Магдалиною Ісусових ніг У середу страсного тижня у домі Симона Марія Магдалина обмащує Ісусові ноги миром.
Ісус омиває ноги апостолів Під час тайної вечері Ісус Христос миє кожному із своїх учнів ноги. Такі дії у тих краях вважались як гостинність. У цьому випадку — це вияв великої любові Ісуса до своїх учнів.
Таємна вечеря Таємна вечеря відбулася у четвер, день перед розп'яттям Ісуса. У цей день Христос зібрав своїх учнів і розповів апостолам, яке майбутнє його чекає. Він також розказав учням, що серед них є той, хто зрадив його. Він попросив зрадника вмочити свій хліб у його вино. Зрадником був Юда Іскаріот: він вмочив свій хліб у вино Ісуса. Таємна вечеря є важливою ще й тому, що тут відбулось перше таїнство Євхаристії.
Ісус входить разом з апостолами в Оливний город В оливному Гефсимандському саду зупинились апостоли з Ісусом. Ісус їм сказав: «Ви тут чекайте, не спіть і моліться».
Ісус молиться в оливному городі У цю ніч з четверга на п'ятницю Ісус молився Богові. Він просив у нього терпіння пережити усе це.
Арешт Ісуса. Поцілунок Юди У цьому Гефсимандському саду Христа арештували за доповіддю Юди Іскаріота. Перед цим Юда поцілував Ісуса. Зараз вислів «поцілунок Юди» означає поцілунок зрадника, виявлення лицемірних почуттів до того, кого зрадив.
Ісус перед первосвящениками Первосвященики востаннє питаються, чи є Ісус Христос Богом. Ісус відповідає твердо: є. Первосвященики вирішують відправити Ісуса на суд до Понтія Пілата
Відречення апостола Петра
Суд Понтія Пілата над Христом На цьому суді Понтій Пілат зацікавився, у якому царстві Ісус є Богом, але, отримуючи неочікувану відповідь, Пілат вмиває руки — що означає виходить із цієї справи.
Катування Христа Після того, як Понтій умив руки, євреї вирішили катувати Христа. На спині Ісуса, за переказами, не залишилось місця без рани.
Увінчання терновим вінком Після тяжкого катування, катам наказано одягнути Христа у червоний плащ. Кати надягають плащ, одягають терновий вінок і брудно лають Ісуса Христа.
Хресна дорога Ісуса відправляють нести важкий хрест від міста і аж до самої Голгофи. По дорозі Він тричі падає, зустрічається із своєю Матір'ю, бачить плачучих жінок, Вероніка йому втирає лице, Симеон Киринейський допомагає нести хрест… У церкві у строгий піст ці події згадують на хресній дорозі на чотирнадцятьох стадіях.
Знімання одягу Христа Після хресної дороги, вже коли Ісус Христос приходить на Гологофу, з Нього здирають одяг. Його тіло пече після засохлої крові…
Розп'яття на Голгофі Знявши одяг з Христа, Його руки і ноги прибивають до хреста. Ісус помер швидко: через 3 години після розп'яття. За цей час Він встиг пробачити розбійникові його гріхи, Йому пробили бік і напоїли жовчею і оцтом.
Зняття з хреста Після смерті Ісуса Його тіло зняли з хреста.
Поміщення в гробницю Мертве тіло Ісуса за єврейським звичаєм поклали в гробницю на три дні перебування.
Визволення людей від пекельних мук Про це у Новому завіті говорить тільки апостол Петро. За його словами, Ісус спустився в пекло і визволив всіх праведних із пекла в рай.
Воскресіння Ісус воскрес із мертвих на третій день.

## Знаряддя страстей

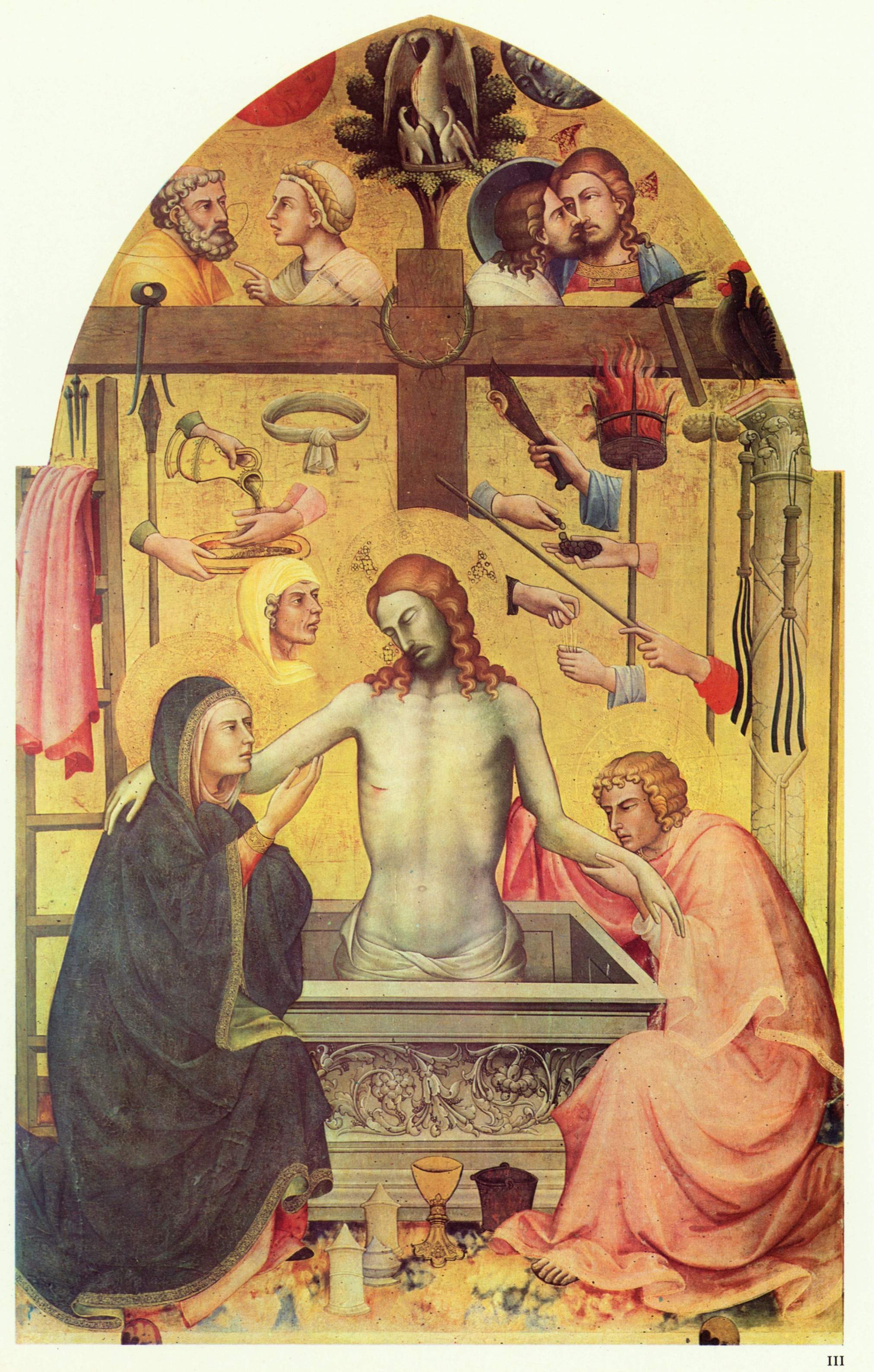
Лоренцо Монако, «П'єта» зі знаряддями Страстей

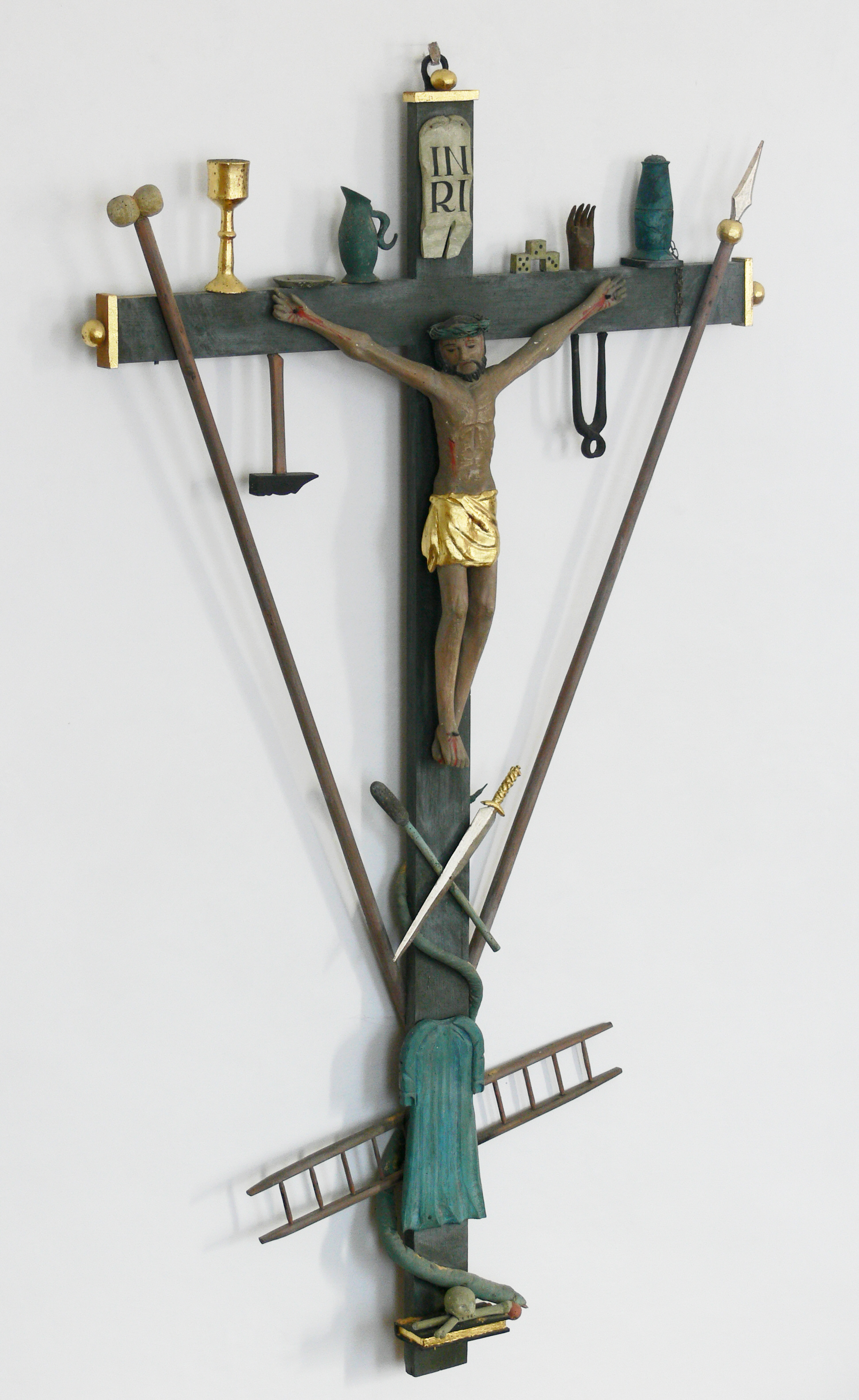
Розп'яття з знаряддями пристрастей,1717, Бремен, капела св. Венделіна

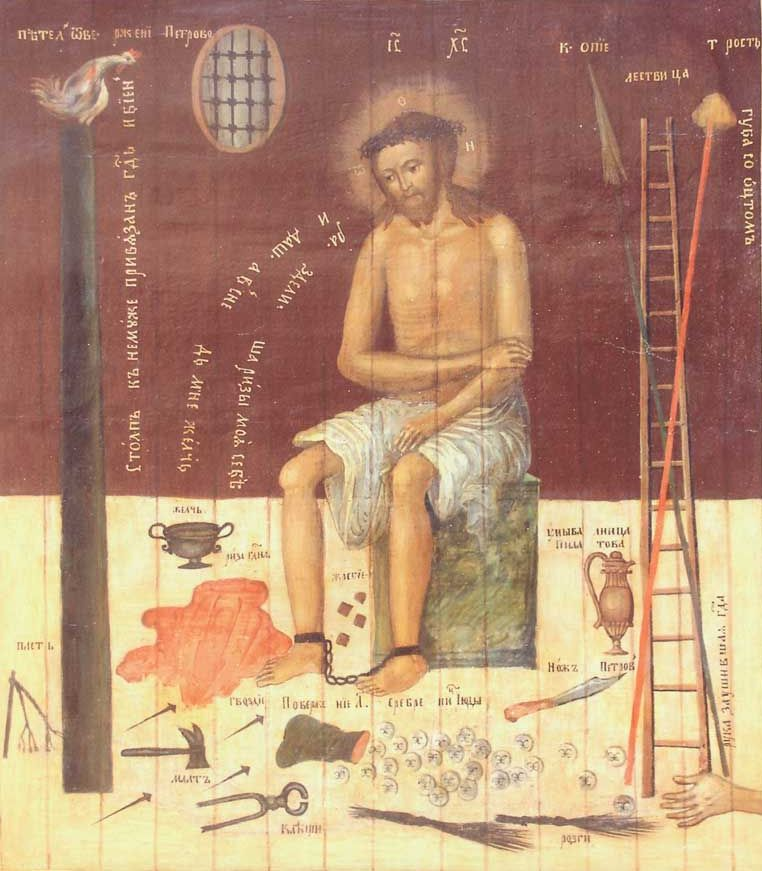
Ікона «Христос в темниці з Знаряддями Страстей» (початок XIX століття)

Знаряддя Страстей(лат. Arma Christi) — важливі атрибути Страстей Господніх, інструменти мучеництва Ісуса Христа.
Зображення знарядь страстей має довгу традицію в іконографії, принаймні, починаючи з IX століття а (Утрехтський псалтир, 830 рік). Мініатюрні зображення знарядь наносилися на розп'яття і чотки, ікони та ретабло як знак плати, внесеної Ісусом за гріхи роду людського.
В православній традиції з XVII століття композиції із зображенням знарядь Страстей Христових починають відтворюватися на антимінсах, покровцах, потирах, дароносицях і дарохранильницях, на окладах Євангелій та ікон, пізніше — на лубочних аркушах. Знаряддя пристрастей також зображують на етімасіі — Престолі уготованому, що зустрічається як самостійно, так і в складі композиції «Страшний Суд» та інших складних символіко-догматичних композиціях.
У число знарядь страстей входять:
| Назва                        | Призначення                                                             | Місцезнаходження |
| ---------------------------- | ----------------------------------------------------------------------- | --- |
| Стовп                        | До нього був прив'язаний Ісус під час бичування                         | У капелі Сан-Дзено базиліки Санта-Прасседе в Римі та церкви св. Георгія в Стамбулі |
| Бич, пучок різок             | Бичування Ісуса Христа                                                  | |
| Рука                         | Зображення кисті руки, яка карала Ісуса або дала гроші Юді              | |
| Терновий вінець              | Увінчання з метою приниження                                            | У Нотр-Дам де Парі, а окремі шипи в багатьох церквах світу |
| Хрест                        | Звичайна римська страта                                                 | Частини Животворящого Хреста знаходяться в багатьох церквах світу |
| INRI                         | Табличка з цим написом — для додаткового приниження                     | Великий фрагмент в церкві Санта-Кроче-ін-Джерусалемме в Римі |
| Цвяхи                        | Утримували тіло на хресті                                               | Цвяхи знаходяться в багатьох церквах світу, проте їх загальна кількість говорить про наявність величезної кількості копій. Один цвях зберігається в церкві Санта-Кроче-ін-Джерусалемме в Римі |
| Спис Лонгина                 | Римський солдат Лонгин пронизав цим списом бік розіп'ятого Ісуса Христа | Існують три списи, що претендують називатися справжніми: в соборі святого Петра в Римі, в палаці Хофбург у Відні і в Вагаршапаті (Вірменія)                                                   |
| Губка                        | Змоченою в оцті (або у вині) для втамування спраги                      | Фрагмент її із слідами крові — у базиліці Сан-Джованні-ін-Латерно в Римі та частина «губки» — у ковчезі Діонісія Суздальського в Московському Кремлі                                          |
| Миска                        | Для оцту або вина                                                       | |
| Грааль                       | Чаша, в яку була зібрана кров Ісуса                                     | Невідомо. Предмет багатовікових пошуків. |
| Одягу Ісуса І гральні кістки | Їх розігрують солдати                                                   | Риза Господня потрапила до Росії в XVII столітті, в наш час[коли?] розділена на кілька частин. Безшовний хітон — у м. Трір тобто фрагмент кармазину в Латеранській базиліці (Рим).            |
| Півень                       | Проспівав тричі при зреченні апостола Петра                             | |
| Сходи                        | Використовувалися для зняття мертвого тіла з хреста                     | |
| Кліщі                        | Ними виймали цвяхи з рук Ісуса                                          | |
| Миска з мірри                | Йосип Ариматейський або жінки-мироносиці, що обтирали тіло              | |
| Плащаниця                    | Саван, пелена, в яке було загорнуте тіло                                | У соборі Івана Хрестителя в Турині |
| 30 срібняків                 | Плата Юди, «Ціна крові». Можуть бути у гаманці                          | |
| Чаша                         | У ній умив руки Понтій Пілат                                            | |
| Ліхтар зі свічкою            | Символ зрадництва в Гетсиманському саду                                 | |
| Меч, іноді з вухом           | Ним апостол Петро відсік вухо слузі первосвященика Малху (Ів. 18:10)    | |

### Реліквії Страстей
Реліквії Страстей — артефакти, пов'язані з мучеництвом Христа, які зберігаються церквою для вшанування і використання в обрядах. Як вважається, всі вони відносяться до I ст. н. е., попри те, що точне датування багатьох з цих реліквій здавна ставиться вченими під сумнів.

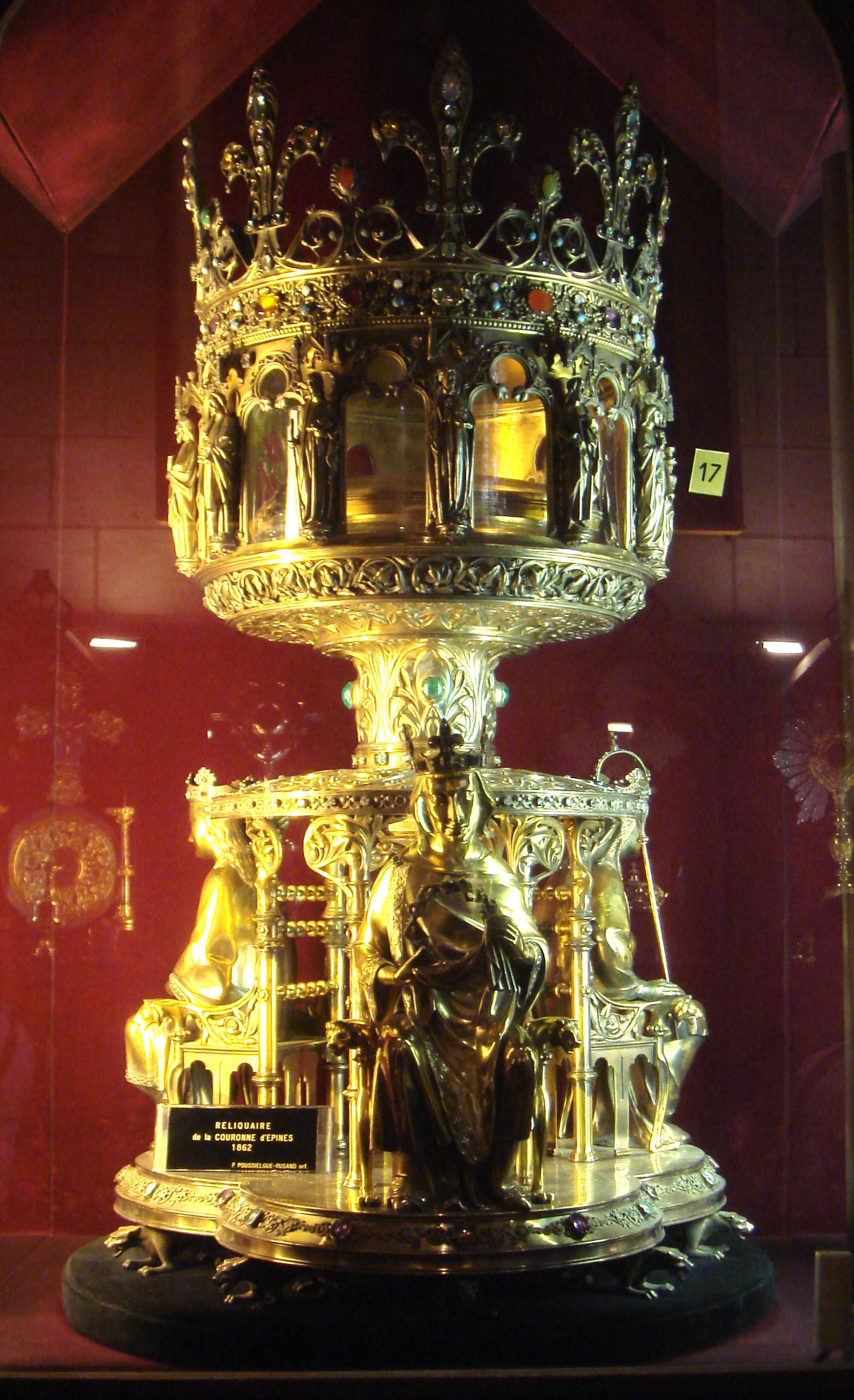
релікварій для Тернового вінця в Нотр-Дам де Парі

Шанування реліквій Страстей Христових і особливо Животворного хреста має величезне значення в християнстві. Частинки знарядь Страстей є об'єктом релігійного поклоніння в православ'ї та католицизмі. У Середньовіччі вони грали значну роль в політичному житті держав, а також у приватному житті правителів, стаючи значною матеріальною цінністю, що згадується в заповітах, шлюбних контрактах, мирних договорах тощо. Частинки реліквій обов'язково були і в молитовні глави держави, і в його наперсному хресті. Як символ освячення влади, реліквії Страстей відігравали значну роль у церковно-державній обрядовості.
Більшість реліквій Страстей, як свідчать легенди, було знайдено рівноапостольною Оленою під час її подорожі в Єрусалим. Так, в 326 році вона знайшла Животворний Хрест, чотири цвяхи і титли INRI. Самою Оленою хрест був розділений на дві частини, а в наступні роки — вже на величезну безліч фрагментів, що породило хвилю фальсифікацій, як частин хреста, так і інших реліквій, пов'язаних з земним життям Христа і його Страстями. Відносно низки реліквій досі немає єдиної думки про їхнє походження. Наприклад, у відношенні  Святих сходів (лат. Scala Santa), що зберігаються в капелі Сан-Лоренцо (Рим), існує переказ, що вони були привезені в 326 році з Єрусалиму святою Оленою і саме по них піднімався на суд Ісус Христос до палацу Понтія Пілата і на їх сходинах залишилися сліди його крові. Однак ряд сучасних дослідників вважають їх одними з найстаріших сходів Латеранського палацу, зроблених реліквією тільки близько XI століття.
У Росії велике зібрання реліквій Страстей знаходиться в ковчезі Діонісія Суздальського — великому мощевику з реліквіями, привезеними в 1383-му з константинопольського монастиря святого Георгія в Манганах. У ньому крім частини Животворного Хреста знаходяться ще 16 реліквій, у тому числі досить екзотичні: «влас исторган из брады Христа Бога и вода стекшая из ребро на распятье… кровь Христова прободенным копьем стекшая с пречистых ребер… губа юже омочиша во очет и напоиша Христа на кресте распята». Ковчег Діонісія протягом століть перебував у Благовіщенському соборі і нині зберігається у Московському Кремлі.
Найпоказовішою з точки зору атрибуції реліквії як автентичної є історія наукового дослідження Туринської плащаниці.
Католицька традиція відносить до реліквій Страстей «Плат святої Вероніки», яким вона втерла залите кров'ю і потом обличчя Христа під час його шляху на Голгофу. За переказами обличчя відобразилося на тканині. При зображенні плата Вероніки лик Христа часто зображається в терновому вінці і зі слідами крові. Вважається, що легендарний плат Вероніки зберігається в соборі святого Петра в Римі.